# Upstate New York
Upstate New York er en geografisk region i den amerikanske delstat New York som omfatter den del af delstaten som ligger nord for New Yorks storbyområde. Der er ikke enighed om den præcise afgrænsning, men New York City og Long Island ligger ikke i Upstate New York, og de fleste definitioner af området udelukker helt eller delvist Westchester og Rockland counties. Større byer i Upstate New York omfatter fra øst til vest: Albany, Utica, Binghamton, Syracuse, Rochester og Buffalo.